# Бел (Мисури)
Бел (енгл. Belle) град је у америчкој савезној држави Мисури.

## Демографија
По попису из 2010. године број становника је 1.545, што је 201 (15,0%) становника више него 2000. године.
| Група             | 2000.         | 2010.         |
| Белци             | 1.296 (96,4%) | 1.492 (96,6%) |
| Афроамериканци    | 1 (0,1%)      | 3 (0,2%)      |
| Азијати           | 0 (0,0%)      | 0 (0,0%)      |
| Хиспаноамериканци | 15 (1,1%)     | 21 (1,4%)     |
| Укупно            | 1.344         | 1.545         |